# Antonio de la Rúa
Antonio de la Rúa, (Córdoba, 26 de fevereiro de 1974) é um advogado e assessor de imagem argentino.

## Vida política
Filho do ex-presidente Fernando de la Rúa, que governou o pais de 1999 a 2001, foi um dos chefes da campanha campanha presidencial que levaria seu pai à presidência, embora tenha sido apontado por alguns setores como o responsável pelo seu declínio. Supõe-se que ele seja o redator do discurso em que seu pai declarou estado de sítio no país devido aos protestos na Argentina em dezembro de 2001 antes de sua renúncia.
Antonio de la Rúa trabalhou como assessor de imagem do seu pai, junto com o publicitário Ramiro Agulla e com sua então namorada, Federica Suárez Santiago. Eles criaram uma forma nova de comunicação política, que levou Fernando de la Rúa ao posto de presidente da Argentina no ano de 1999. Alguns dos comerciais mais lembrados são "Dicen que soy aburrido" e "Maldita Cocaína". Durante a presidência de Fernando de la Rúa, Antonio se tornou um assessor extremamente importante e um grande impulsionador de certos funcionários dentro do gabinete nacional como o ministro do Turismo Hernán Lombardi e Darío Lopérfido, secretário de Cultura e Meios da Nação. A revista Noticias o escolheu como um dos 800 personagens dos últimos 30 anos da política argentina por seu forte perfil midiático durante o governo de seu pai e o discurso que teve em círculos próximos das decisões mais importantes do governo argentino.
Como assesor de seu pai, formou o chamado Grupo Sushi, composto por jovens liderados por ele para conformar o aparato político delarruista em Buenos Aires, dentre os membros deste grupo estão o ex ministro da Educação Andrés Delich, o ex-integrante da SIDE Darío Richarte, o ex-subsecretário de Assuntos Institucionaais Lautaro García Batallán, a ex-vice-chefe do governo portenho Cecilia Felgueras, dentre outros. Uma das iniciativas mais polêmicas impulsionadas por Antonio de la Rúa foi o plebiscito para diminuir o chamado gasto político três meses antes das eleições legislativas de 2001, para ser levado a cabo uma semana antes das eleições gerais.

## Fundação ALAS
Em dezembro de 2006 Antonio de la Rúa junto a um grupo de empresários e artistas latino-americanos fundou a ALAS.
A Fundação ALAS (América Latina en Acción Solidaria) é uma organização sem fins lucrativos que trabalha para difundir o Desenvolvimento Infantil na primeira infância na região.
A ALAS tem como membros Gabriel García Márquez, que é o presidente honorário da instituição, os empresários Carlos Slim, Alejandro Santo Domingo, Howard Buffet, Alejandro Bulgheroni, Stanley Motta, Alejandro Soberon, Emilio Azcárraga, dentre outros. Também são parte da ALAS os artistas Fher Olvera, Shakira, Alejandro Sanz, Juan Luis Guerra e Diego Torres.

## Vida pessoal
Entre 2000 e 2011 esteve em um relacionamento com a cantora colombiana Shakira. Antonio de la Rúa foi uma peça importante na negociação do contrato entre Shakira e a Live Nation. O contrato firmado entre a cantora e a maior produtora de eventos do mundo tem duração de dez anos e é estimado num valor de 70 a 100 milhões de dólares. Em 10 de janeiro de 2011 o casal anunciou publicamente o término do relacionamento, mas Antonio seguiria sendo o representante da colombiana.
Em 2012, Antonio de la Rúa apresentou una queixa contra Shakira nos tribunais de Nova York pedindo 100 milhões de dólares, argumentando que a cantora não havia pago pelos benefícios recebidos durante 2011 na sociedade que tinham em comum. Shakira ganhou o pleito judicial e em 2013 processou De la Rúa por roubo e estelionato.
De la Rúa iniciou um relacionamento com a modelo colombiana e Miss Mundo Colombia de 2009, Daniela Ramos Lalinde. O casal teve sua primeira filha Zulu, em março de 2013, no Uruguai, e em setembro de 2016, o casal teve seu segundo filho, Mael, nascido na Alemanha.